# Aglaophenia hystrix
Aglaophenia hystrix is een hydroïdpoliep uit de familie Aglaopheniidae. De poliep komt uit het geslacht Aglaophenia. Aglaophenia hystrix werd in 2003 voor het eerst wetenschappelijk beschreven door Vervoort & Watson. 